# Национальная опера Лотарингии

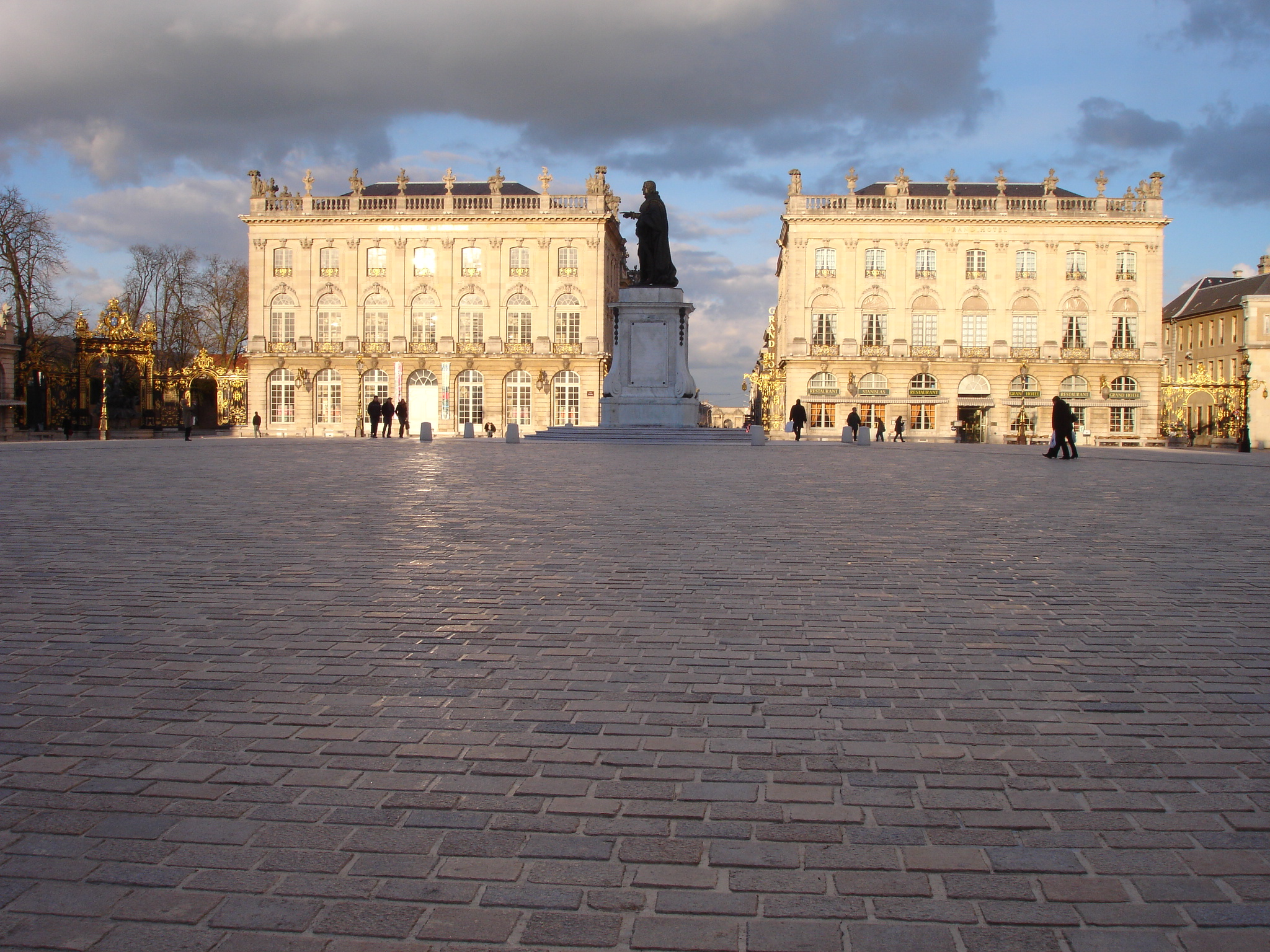
Национальная опера на Пляс-Станисла.

Национальная опера Лотарингии (фр. Opéra national de Lorraine) — оперный театр в Нанси.
Здание, выдержанное в стиле раннего французского классицизма, было построено во время правления Станислава Лещинского в 1758 году, расположено рядом с Музеем изобразительных искусств.
Здание оперы в Нанси признано историческим памятником Франции в 1909 году. Последняя реконструкция в оперном театре была в 1994 году. Сегодня зал вмещает 1014 мест.
Интересно, что статус лотарингского национального получил именно оперный театр в Нанси, хотя в Меце есть оперный театр с более древней историей.